# Monster (2018)
Monster is een Amerikaanse film uit 2018, geregisseerd door Anthony Mandler en gebaseerd op het gelijknamig prijswinnend jeugdboek van Walter Dean Myers.

## Verhaal
Steve Harmon is een slimme en gevoelige zeventienjarige die terechtstaat omdat hij als uitkijk hielp tijdens een gewapende overval waarbij doden vielen. Voor zijn arrestatie was hij een voortreffelijk student en een aspirant-filmmaker die momentopnames op straat en beelden van het buurtleven maakte. Nu wordt Steve gezien als gewoon een andere jonge zwarte crimineel en hij wordt een monster genoemd. Maar Steve en zijn advocaat verklaren hem onschuldig en proberen alles op alles om zijn vrijheid te verkrijgen.

## Rolverdeling
| Acteur              | Personage         |
| ------------------- | ----------------- |
| Kelvin Harrison jr. | Steve Harmon      |
| Jeffrey Wright      | Mr. Harmon        |
| Jennifer Hudson     | Mrs. Harmon       |
| Rakim Mayers        | William King      |
| Jennifer Ehle       | Katherine O’Brien |
| Tim Blake Nelson    | Leroy Sawicki     |
| Mikey Madison       | Alexandra Floyd   |

## Release
Monster ging op 22 januari 2018 in première op het Sundance Film Festival in de U.S. Dramatic Competition.